# ورزشگاه آرنوس واله
ورزشگاه آرنوس واله (به لاتین: Arnos Vale Stadium) یک ورزشگاه در سنت وینسنت و گرنادین‌ها است که در کینگزتاون واقع شده‌است.